# Maldane chilensis
Maldane chilensis är en ringmaskart som beskrevs av Hartmann-Schröder 1965. Maldane chilensis ingår i släktet Maldane och familjen Maldanidae. Inga underarter finns listade i Catalogue of Life.